# Upāli

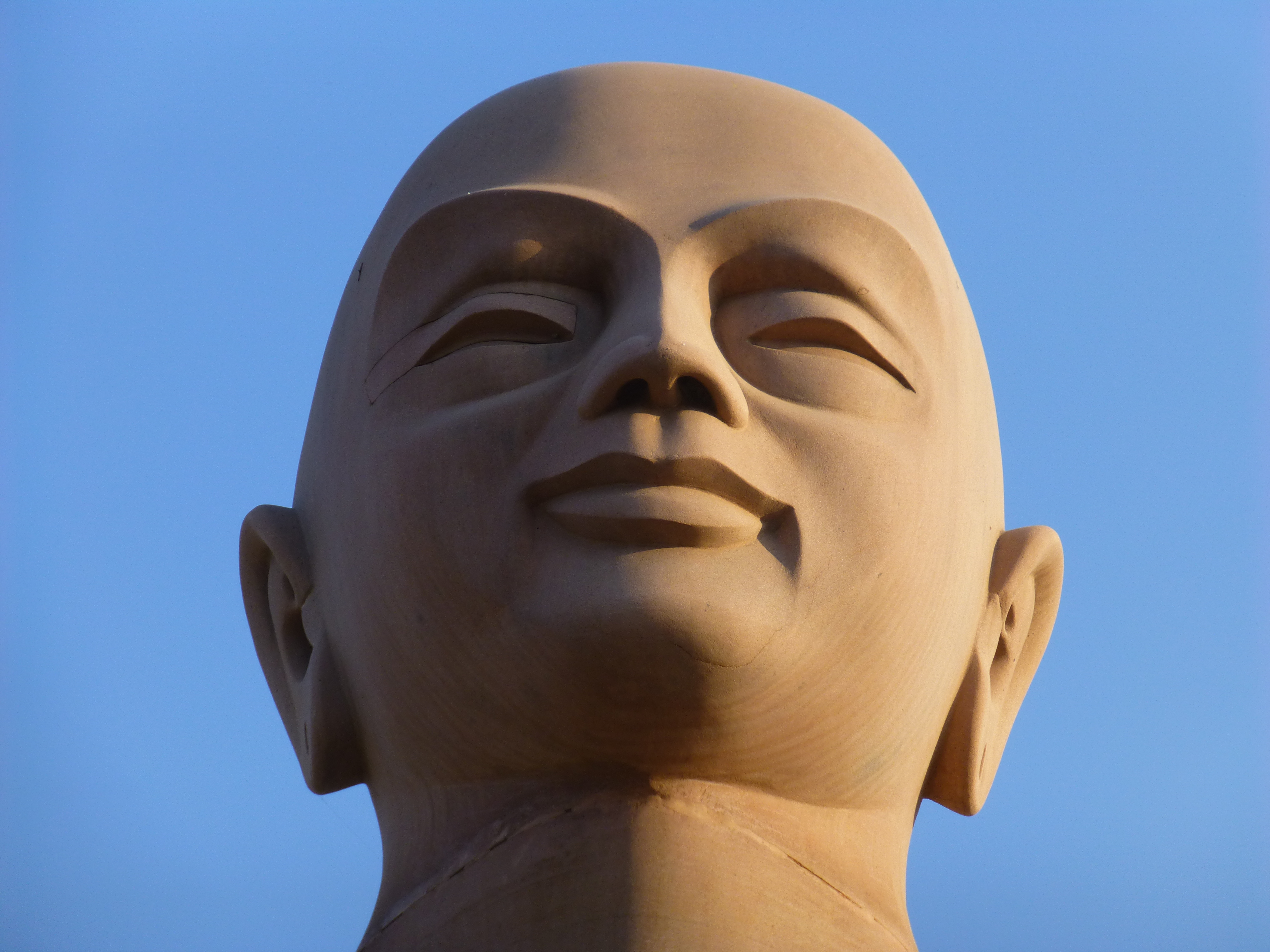
détail d'une sculpture d'Upali

Upali était un disciple important de Gautama Bouddha. Il était barbier et ne pensait pas, du fait de sa basse caste, pouvoir devenir un disciple de l'Éveillé, alors que pour le Bouddha, quelle que soit son origine, la vie de moine est possible.
Upali arriva au stade d'arhat et apprit l'intégralité de la première corbeille du canon pali : le Vinaya Pitaka ou Corbeille de la discipline. Il devint ainsi le premier maître dans cette discipline.